# 八街駅

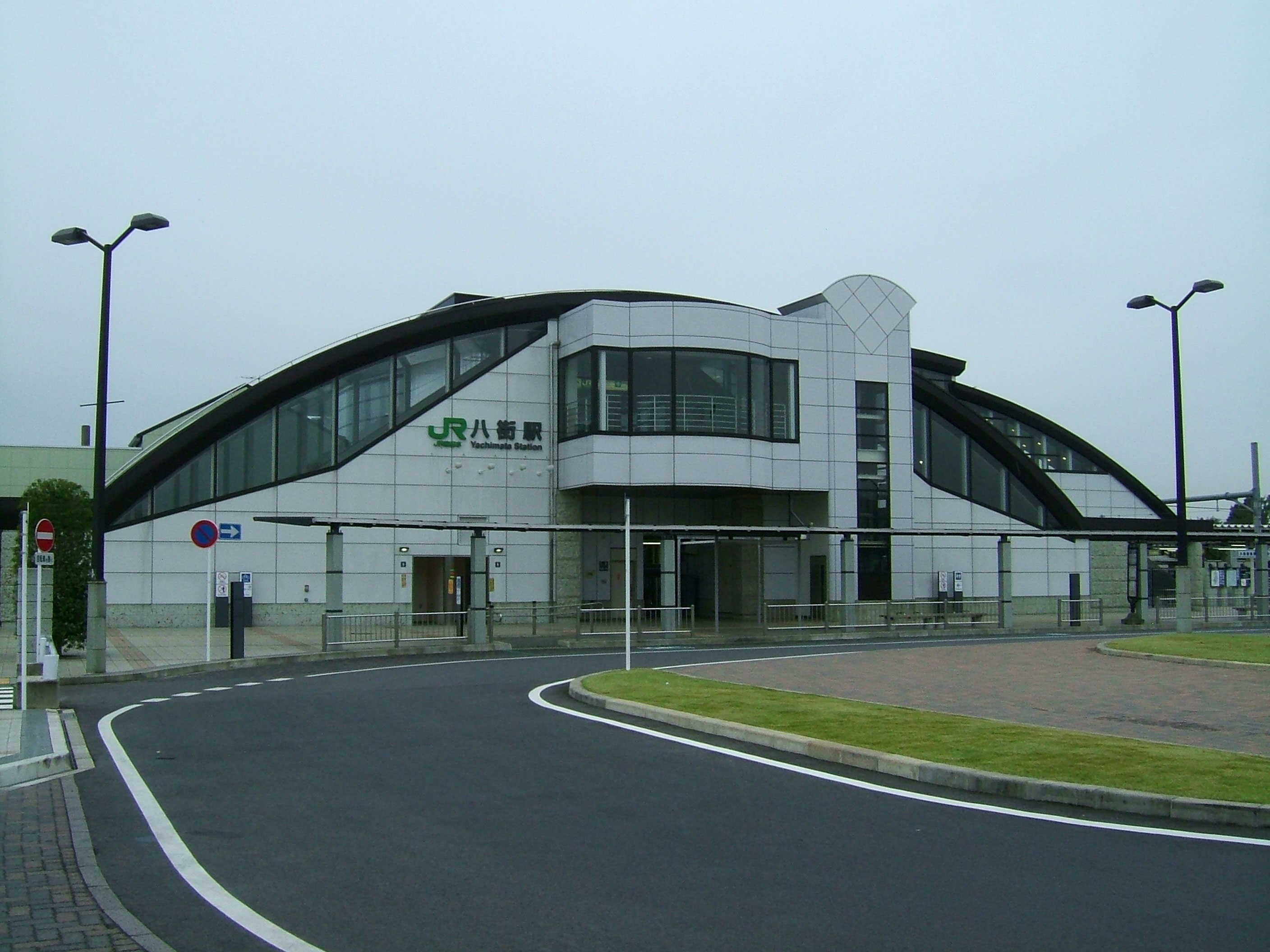
北口（2008年10月）

八街駅（やちまたえき）は、千葉県八街市八街ほにある、東日本旅客鉄道（JR東日本）総武本線の駅である。

## 概要
八街市の中心駅であり、特急「しおさい」なども含め、当駅を通る定期旅客列車は全て停車する。

## 歴史
- 1897年（明治30年）5月1日：総武鉄道の駅として開設[1]。
- 1907年（明治40年）9月1日：総武鉄道が買収され、帝国鉄道庁の駅となる[1]。
- 1914年（大正3年）5月18日：千葉県営鉄道（後に成田鉄道）八街線開業[1]。
- 1926年（昭和元年）：2代目駅舎竣工、供用開始[1]。
- 1940年（昭和15年）5月14日：八街線廃止[1]。
- 1974年（昭和49年）10月26日：佐倉駅 - 銚子駅間電化[1]。
- 1982年（昭和57年）11月15日：貨物取扱廃止[1]。
- 1987年（昭和62年）4月1日：国鉄分割民営化に伴い、東日本旅客鉄道（JR東日本）の駅となる[2]。
- 1991年（平成3年）3月16日：総武線快速電車乗入開始[1]。1999年12月に成東駅まで延伸。
- 1996年（平成8年）3月16日：自動改札機設置[3]。
- 2001年（平成13年）11月18日：ICカード「Suica」の利用が可能となる[広報 1]。
- 2004年（平成16年）4月1日：3代目橋上駅舎完成、供用開始[1]。自由通路一部供用開始[4]、および北口開設。
- 2005年（平成17年）3月：自由通路完全供用開始。
- 2017年（平成29年）9月1日：業務委託駅化[5]。
- 2022年（令和4年）7月31日：みどりの窓口の営業終了[6][7]。

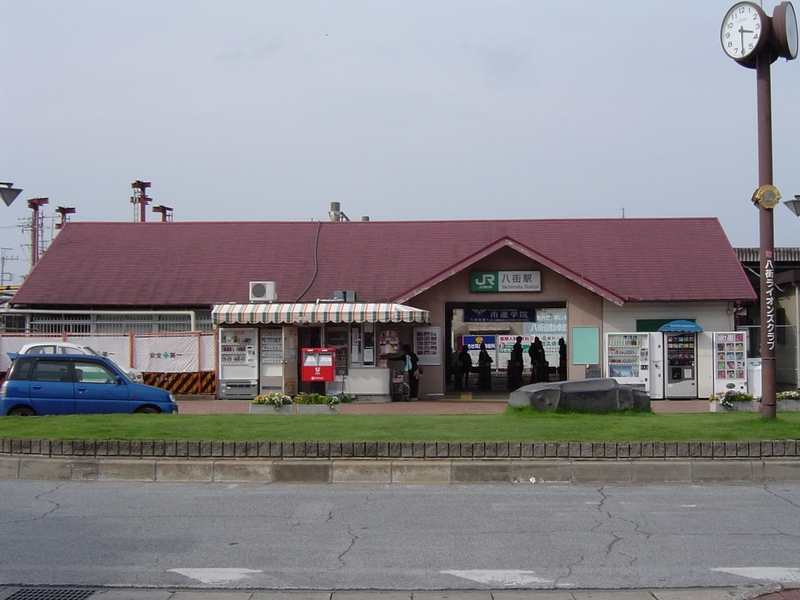
改築前の2代目駅舎（2003年6月）

### 地名と駅名の由来
明治新政府の手により小金牧と佐倉牧の開墾が行われ、開墾地には開墾順序に合わせて地名が付与された。八街は8番目。他、初富（鎌ケ谷市）、二和、三咲（船橋市）、豊四季（柏市）、五香（松戸市）、六実（松戸市）、七栄 （富里市）、九美上（香取市）、十倉（富里市）、十余一（白井市）、十余二（柏市）、十余三（成田市、多古町）の順に続く。
同様の由来を持つ駅名には初富駅、二和向台駅、三咲駅（京成電鉄松戸線）、豊四季駅（東武鉄道野田線）、五香駅（京成電鉄松戸線）、六実駅（東武野田線）がある。

## 駅構造
単式ホーム1面1線と北口側に島式ホーム1面2線、計2面3線を有する地上駅で橋上駅舎を備える。現在の駅舎は2004年（平成16年）4月に完成し、バリアフリー設備も整備された。駅舎のデザインは曲線形で、八街市の「八」と、八街市の特産品である落花生をモチーフとしている。
トイレは改札内コンコースと南口および北口の階段下の合計3か所設置されており、いずれも多機能トイレを併設した男女別水洗式である。旧駅舎だった頃は、駅舎とは別棟で1番線ホーム上に男女共用の汲取り式のものが、駅前広場東端に男女別水洗式（平成初期までは男女別汲取り式）のものが設置されていたが、いずれも新駅舎完成後に撤去されたため現存しない。
北口の駅前広場には、落花生のモニュメントが設置されている。
なお、2019年6月現在、1番線ホームのコンクリート下部にあるレンガ作りの旧ホームが確認出来る。
成田統括センター（佐倉駅）管理の業務委託駅（JR東日本ステーションサービス委託）で、自動改札機、指定席券売機が設置されている。

### のりば
| 番線 | 路線      | 方向 | 行先           | 備考                              |
| ---- | --------- | ---- | -------------- | --------------------------------- |
| 1・3 | ■総武本線 | 上り | 佐倉・千葉方面 | 3番線は1日1本のみ折り返し時に使用 |
| 2・3 | ■総武本線 | 下り | 成東・銚子方面 | 3番線は1日1本のみ発着             |

（出典：JR東日本:駅構内図）
- 上り列車は通常は1番線、下り列車は2番線を使用する。（1日2本のみ3番線を使用）
- 3番線は千葉方面への出発も可能であり、銚子方面からの到着も可能である。これを利用して、夜間に千葉方面への折返し列車が設定されている。
- 1・2番線は11両編成まで、3番線は8両編成まで対応する[1]。

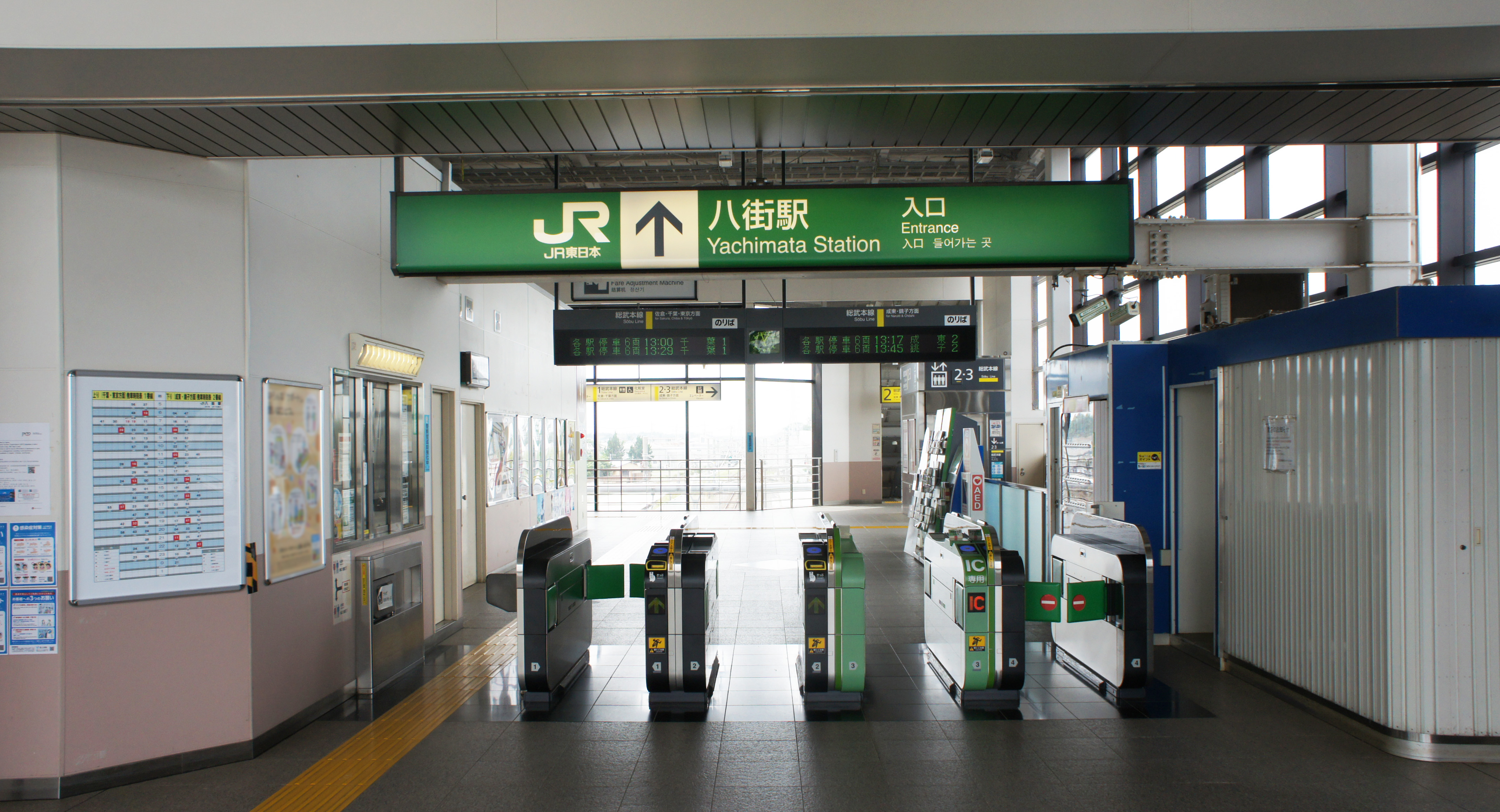
改札口（2021年5月）
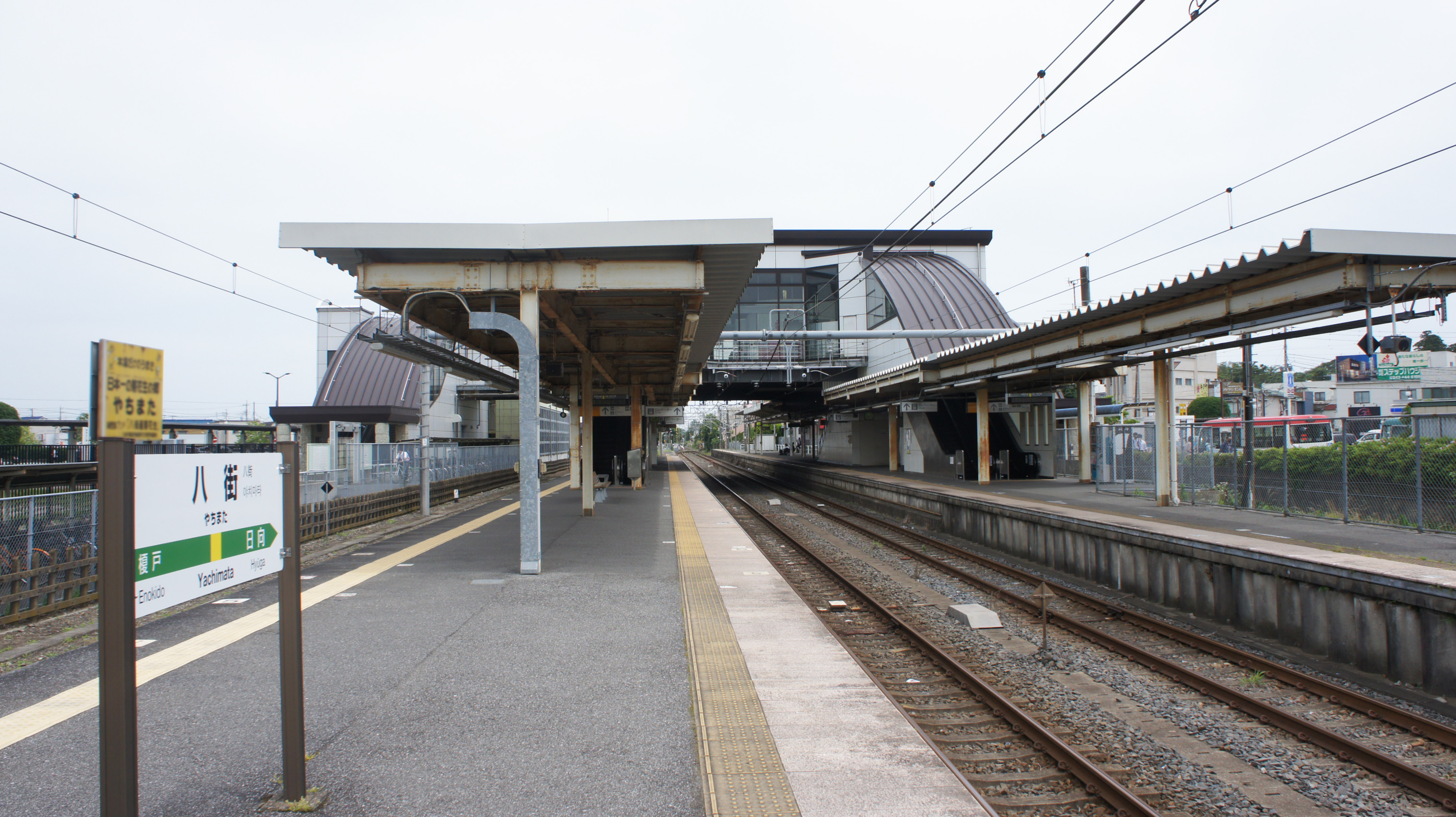
2・3番線ホーム（2021年5月）

## 利用状況
2023年（令和5年）度の1日平均乗車人員は4,790人である。
近年の1日平均乗車人員の推移は以下の通り。
| 年度               | 1日平均 乗車人員 | 出典     |
| ------------------ | ---------------- | -------- |
| 1990年（平成02年） | 5,717            | [ * 1 ]  |
| 1991年（平成03年） | 6,418            | [ * 2 ]  |
| 1992年（平成04年） | 6,798            | [ * 3 ]  |
| 1993年（平成05年） | 7,111            | [ * 4 ]  |
| 1994年（平成06年） | 7,400            | [ * 5 ]  |
| 1995年（平成07年） | 7,487            | [ * 6 ]  |
| 1996年（平成08年） | 7,501            | [ * 7 ]  |
| 1997年（平成09年） | 7,281            | [ * 8 ]  |
| 1998年（平成10年） | 7,144            | [ * 9 ]  |
| 1999年（平成11年） | 7,047            | [ * 10 ] |
| 2000年（平成12年） | 7,018            | [ * 11 ] |
| 2001年（平成13年） | 6,923            | [ * 12 ] |
| 2002年（平成14年） | 6,753            | [ * 13 ] |
| 2003年（平成15年） | 6,614            | [ * 14 ] |
| 2004年（平成16年） | 6,556            | [ * 15 ] |
| 2005年（平成17年） | 6,547            | [ * 16 ] |
| 2006年（平成18年） | 6,599            | [ * 17 ] |
| 2007年（平成19年） | 6,596            | [ * 18 ] |
| 2008年（平成20年） | 6,549            | [ * 19 ] |
| 2009年（平成21年） | 6,338            | [ * 20 ] |
| 2010年（平成22年） | 6,242            | [ * 21 ] |
| 2011年（平成23年） | 6,126            | [ * 22 ] |
| 2012年（平成24年） | 6,203            | [ * 23 ] |
| 2013年（平成25年） | 6,287            | [ * 24 ] |
| 2014年（平成26年） | 6,104            | [ * 25 ] |
| 2015年（平成27年） | 6,077            | [ * 26 ] |
| 2016年（平成28年） | 5,960            | [ * 27 ] |
| 2017年（平成29年） | 5,854            | [ * 28 ] |
| 2018年（平成30年） | 5,822            | [ * 29 ] |
| 2019年（令和元年） | 5,563            | [ * 30 ] |
| 2020年（令和02年） | 4,137            |          |
| 2021年（令和03年） | 4,414            |          |
| 2022年（令和04年） | 4,656            |          |
| 2023年（令和05年） | 4,790            |          |

## 駅周辺

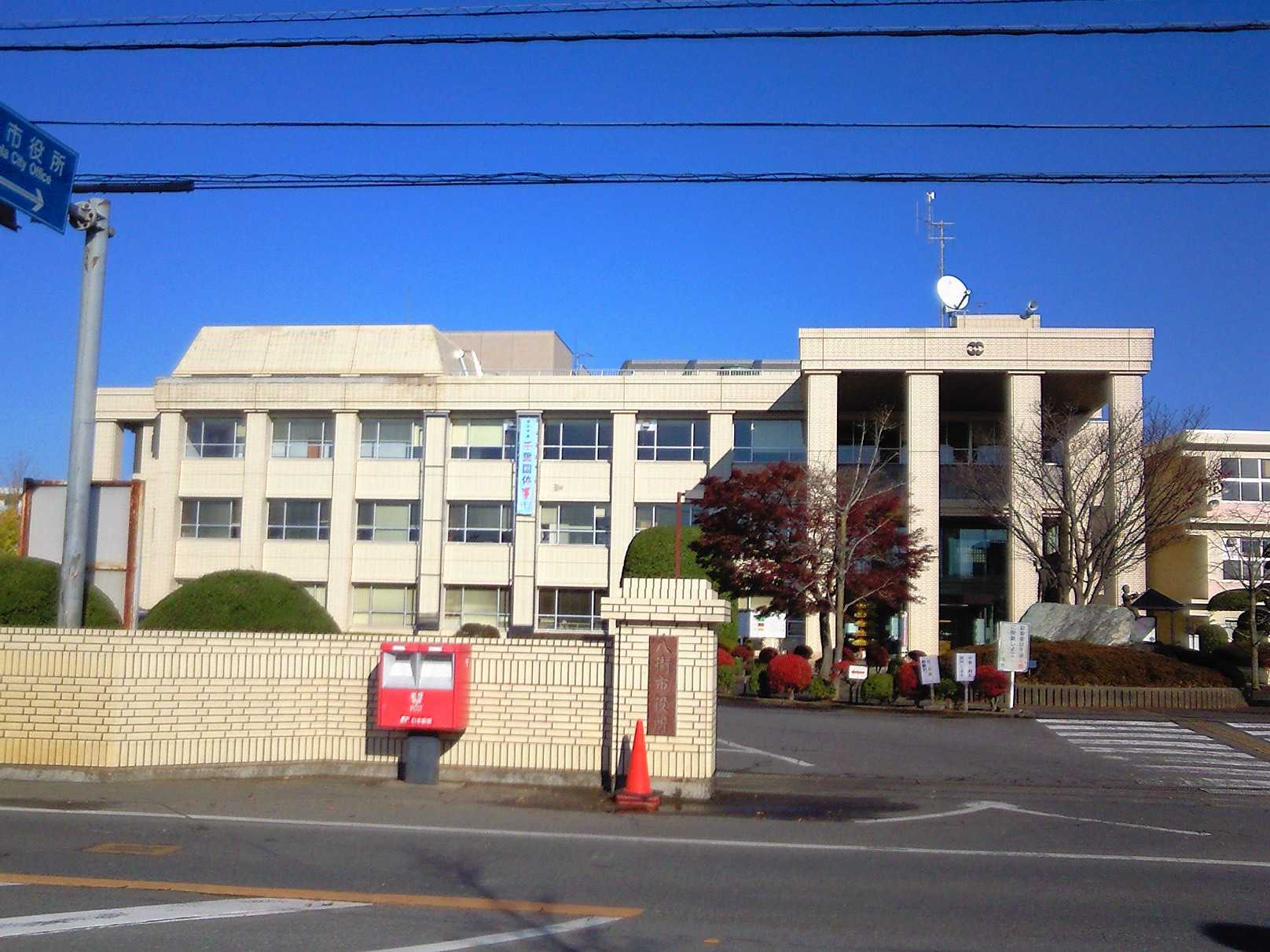
八街市役所

### 北口
- 八街市役所[1]
- 八街市立八街中学校
- 総合保健センター
- 八街市営グランド
- 国道409号

### 南口
- 八街郵便局
- 千葉黎明高等学校
- 八街市立図書館[1]
- けやきの森公園
- 八街市立八街中央中学校
- タイヨー 八街店

## バス路線

### 北口
「八街駅」停留所および「八街駅北口」停留所が設置されており、京成バス千葉イースト・八街市ふれあいバスの路線が発着する。
八街駅
- 京成バス千葉イースト
  - 住野線：京成成田駅
- 八街市ふれあいバス
  - 北コース・南コース・西コース・市街地循環コース：八街駅

八街駅北口（八街市ふれあいバス）
- 北コース・南コース・西コース・市街地循環コース：八街駅

### 南口
「八街駅」停留所が設置されており、九十九里鉄道・京成バス千葉イースト・八街市ふれあいバスの路線が発着する。
1番のりば
- 発着路線なし

2番のりば（京成バス千葉イースト）
- 八街線：成東駅 / 山武支所前
- 八街循環線：八街駅

4番のりば（九十九里鉄道）
- 八街線：東金駅

無番のりば（八街市ふれあいバス）
- 北コース・南コース・西コース・市街地循環コース：八街駅

## 隣の駅
※特急「しおさい」の隣の停車駅は当該列車記事を参照のこと。
東日本旅客鉄道（JR東日本）
■総武本線
■快速（上り1本のみ運転）
佐倉駅 (JO 33) ← 八街駅 ← 成東駅
■普通（各駅停車）
榎戸駅 - 八街駅 - 日向駅

#### 広報資料・プレスリリースなど一次資料
1. ↑  “Suicaご利用可能エリアマップ（2001年11月18日当初）” (PDF).   東日本旅客鉄道. 2019年7月27日時点のオリジナルよりアーカイブ。2020年4月30日閲覧。

#### 利用状況に関する資料
1. ↑  千葉県統計年鑑 - 千葉県
2. ↑  八街市統計書 - 八街市

JR東日本の2000年度以降の乗車人員
1. 1 2  各駅の乗車人員（2023年度） - JR東日本
2. ↑  各駅の乗車人員（2000年度） - JR東日本
3. ↑  各駅の乗車人員（2001年度） - JR東日本
4. ↑  各駅の乗車人員（2002年度） - JR東日本
5. ↑  各駅の乗車人員（2003年度） - JR東日本
6. ↑  各駅の乗車人員（2004年度） - JR東日本
7. ↑  各駅の乗車人員（2005年度） - JR東日本
8. ↑  各駅の乗車人員（2006年度） - JR東日本
9. ↑  各駅の乗車人員（2007年度） - JR東日本
10. ↑  各駅の乗車人員（2008年度） - JR東日本
11. ↑  各駅の乗車人員（2009年度） - JR東日本
12. ↑  各駅の乗車人員（2010年度） - JR東日本
13. ↑  各駅の乗車人員（2011年度） - JR東日本
14. ↑  各駅の乗車人員（2012年度） - JR東日本
15. ↑  各駅の乗車人員（2013年度） - JR東日本
16. ↑  各駅の乗車人員（2014年度） - JR東日本
17. ↑  各駅の乗車人員（2015年度） - JR東日本
18. ↑  各駅の乗車人員（2016年度） - JR東日本
19. ↑  各駅の乗車人員（2017年度） - JR東日本
20. ↑  各駅の乗車人員（2018年度） - JR東日本
21. ↑  各駅の乗車人員（2019年度） - JR東日本
22. ↑  各駅の乗車人員（2020年度） - JR東日本
23. ↑  各駅の乗車人員（2021年度） - JR東日本
24. ↑  各駅の乗車人員（2022年度） - JR東日本

千葉県統計年鑑
1. ↑  千葉県統計年鑑（平成3年）
2. ↑  千葉県統計年鑑（平成4年）
3. ↑  千葉県統計年鑑（平成5年）
4. ↑  千葉県統計年鑑（平成6年）
5. ↑  千葉県統計年鑑（平成7年）
6. ↑  千葉県統計年鑑（平成8年）
7. ↑  千葉県統計年鑑（平成9年）
8. ↑  千葉県統計年鑑（平成10年）
9. ↑  千葉県統計年鑑（平成11年）
10. ↑  千葉県統計年鑑（平成12年）
11. ↑  千葉県統計年鑑（平成13年）
12. ↑  千葉県統計年鑑（平成14年）
13. ↑  千葉県統計年鑑（平成15年）
14. ↑  千葉県統計年鑑（平成16年）
15. ↑  千葉県統計年鑑（平成17年）
16. ↑  千葉県統計年鑑（平成18年）
17. ↑  千葉県統計年鑑（平成19年）
18. ↑  千葉県統計年鑑（平成20年）
19. ↑  千葉県統計年鑑（平成21年）
20. ↑  千葉県統計年鑑（平成22年）
21. ↑  千葉県統計年鑑（平成23年）
22. ↑  千葉県統計年鑑（平成24年）
23. ↑  千葉県統計年鑑（平成25年）
24. ↑  千葉県統計年鑑（平成26年）
25. ↑  千葉県統計年鑑（平成27年）
26. ↑  千葉県統計年鑑（平成28年）
27. ↑  千葉県統計年鑑（平成29年）
28. ↑  千葉県統計年鑑（平成30年）
29. ↑  千葉県統計年鑑（令和元年）
30. ↑  千葉県統計年鑑（令和2年）